# Кани сир Мац
Кани сир Мац (фр. Canny-sur-Matz) насеље је и општина у североисточној Француској у региону Пикардија, у департману Оаза која припада префектури Компјењ.
По подацима из 2011. године у општини је живело 365 становника, а густина насељености је износила 52,98 становника/km². Општина се простире на површини од 6,89 km². Налази се на средњој надморској висини од 80 метара (максималној 94 m, а минималној 68 m).

## Демографија
| 1962. | 1968. | 1975. | 1982. | 1990. | 1999. | 2011. |
| ----- | ----- | ----- | ----- | ----- | ----- | ----- |
| 219   | 253   | 225   | 243   | 259   | 270   | 365   |

График промене броја становника у току последњих година